# Ängby IF
Ängby IF är en idrottsförening i västra Stockholm, bildad i maj 1932.
Utflyttningen från Stockholm till Ängby påbörjades hösten 1931 och därmed skapades förutsättningar för en idrottsförening. Några idrottsintresserade ungdomar samlade på våren 1932 ihop pengar till en fotboll och började spela improviserade fotbollsmatcher i Karsviks hage - historisk mark i flera bemärkelser. Man snickrade ihop provisoriska målställningar och bjöd in andra lag till vänskapsmatcher. Den 5 maj 1932 bildades Ängby IF.
Ängby Idrottsplats är sedan 1947 klubbens hemmaplan. Klubben erbjuder en bred verksamhet för barn och ungdomar och har cirka 60 lag i seriespel i fotboll och knappt 30 lag i seriespel i innebandy.
Föreningens representationslag i fotboll spelar 2025 i division 3 (Herr) och i division 4 (Dam). 
Övriga senior- och motionslag i Ängby IF är Veteranlag herr, GåFotboll 65+, Motionslag Dam.

## Division - Representationslag[3]

### Damlag
- Dam 2024 - Division V, Stockholm (1:a)
- Dam 2023 - Division IV, Stockholm (9:a)
- Dam 2022 - Division V, Stockholm (1:a)

### Herrlag
- Herr 2024 - Division IV, Stockholm Mellersta (1:a)
- Herr 2023 - Division IV, Stockholm Norra (3:a)
- Herr 2022 - Division IV, Stockholm Mellersta (2:a)
- Herr 2021 - Division IV, Stockholm Mellersta (2:a)
- Herr 2020 - Division III, Södra Svealand